# Skurup (Gemeinde)
Koordinaten: 55° 29′ N, 13° 30′ O

Skurup ist eine Gemeinde (schwedisch kommun) in der südschwedischen Provinz Skåne län und der historischen Provinz Schonen. Der Hauptort der Gemeinde ist Skurup.

## Geographie
Die Gemeinde erstreckt sich vom Horst Romeleåsen bis zur schwedischen Südküste. Aus dem See Svaneholmssjön fließt der Fluss Skivarpsån, aus dem Näsbyholmssjön der Dybäcksån.
Skurup grenzt an die Gemeinden Ystad, Sjöbo, Lund und Trelleborg.

## Geschichte
Die Gemeinde bildete sich im Jahr 1971 bei der Gemeindereform aus Rydsgårds kommun, Vemmenhögs kommun und der damals kleineren Skurups kommun.

## Sehenswürdigkeiten

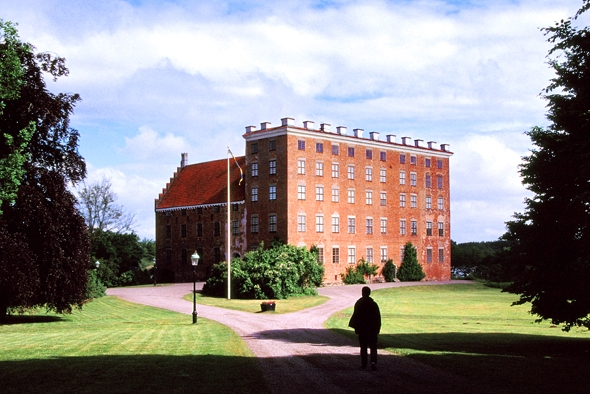
Schloss Svaneholm

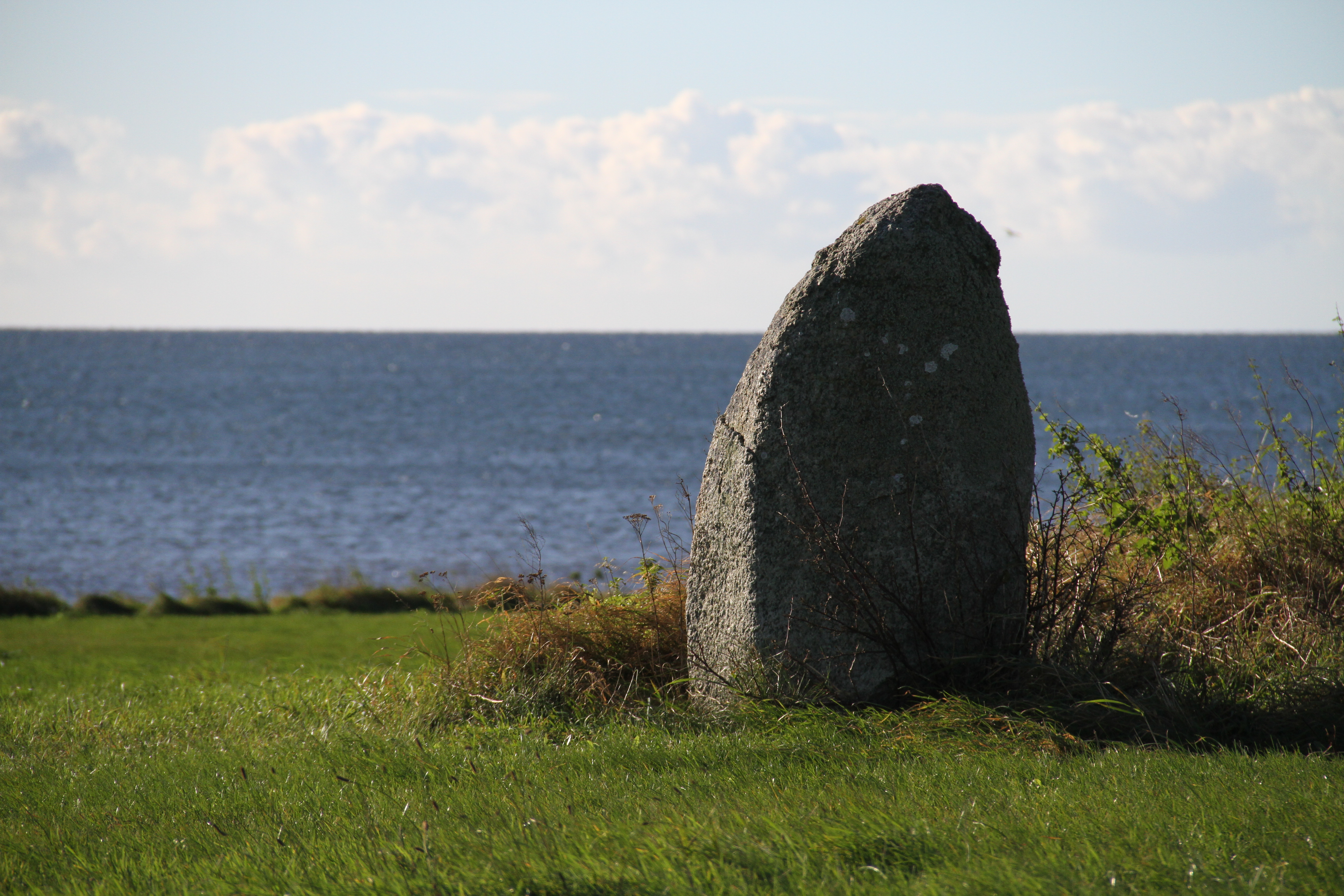
Bautastein von Abbekås

In der Gemeinde befindet sich das Schloss Svaneholm und der Bautastein von Abbekås.

## Orte
Folgende Orte sind Ortschaften (tätorter):
- Abbekås
- Rydsgård
- Skivarp
- Skurup

## Partnerstädte
Die Gemeinde Skurup hat zwei Partnerstädte:
- Maszlow, Polen
- Amt Niepars, Deutschland

## Persönlichkeiten
- Johan Christian Moberg (1854–1915), Paläontologe
- Herman Nilsson-Ehle (1873–1949), Biologe